# Zimbelkräuter
Die Zimbelkräuter (Cymbalaria) gehören zur Familie der Wegerichgewächse (Plantaginaceae). Sie sind eng mit den Leinkräutern und den Löwenmäulchen verwandt.

## Beschreibung
Zimbelkräuter sind ausdauernde krautige Pflanzen mit fadenförmigen, langen, kletternden oder hängenden Stängeln. Die Laubblätter sind meist herzförmig oder rund. Die zygomorphen Blüten sind gespornt. Aufgrund des langen Blütensporns werden die Blüten bevorzugt von Hummeln angeflogen.

## Arten

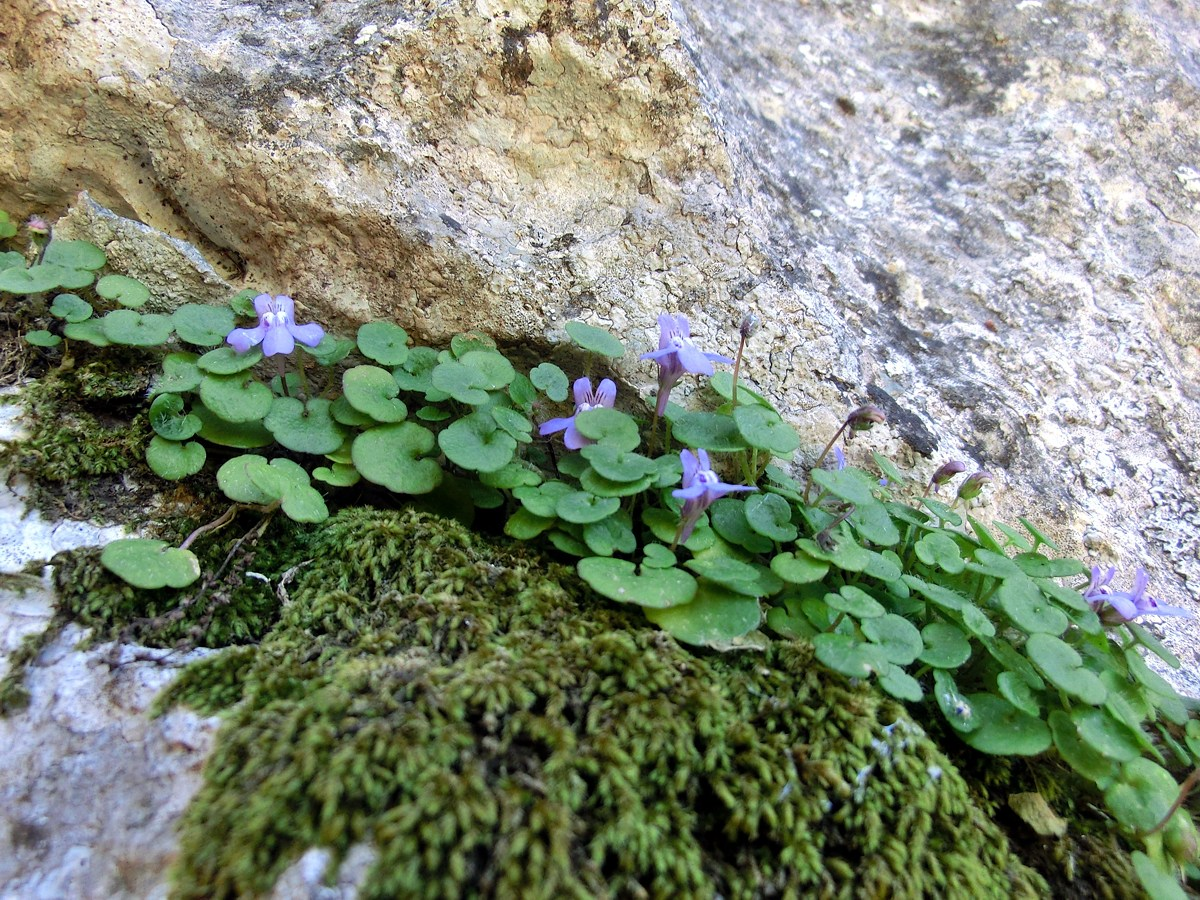
Cymbalaria aequitriloba in Mallorca

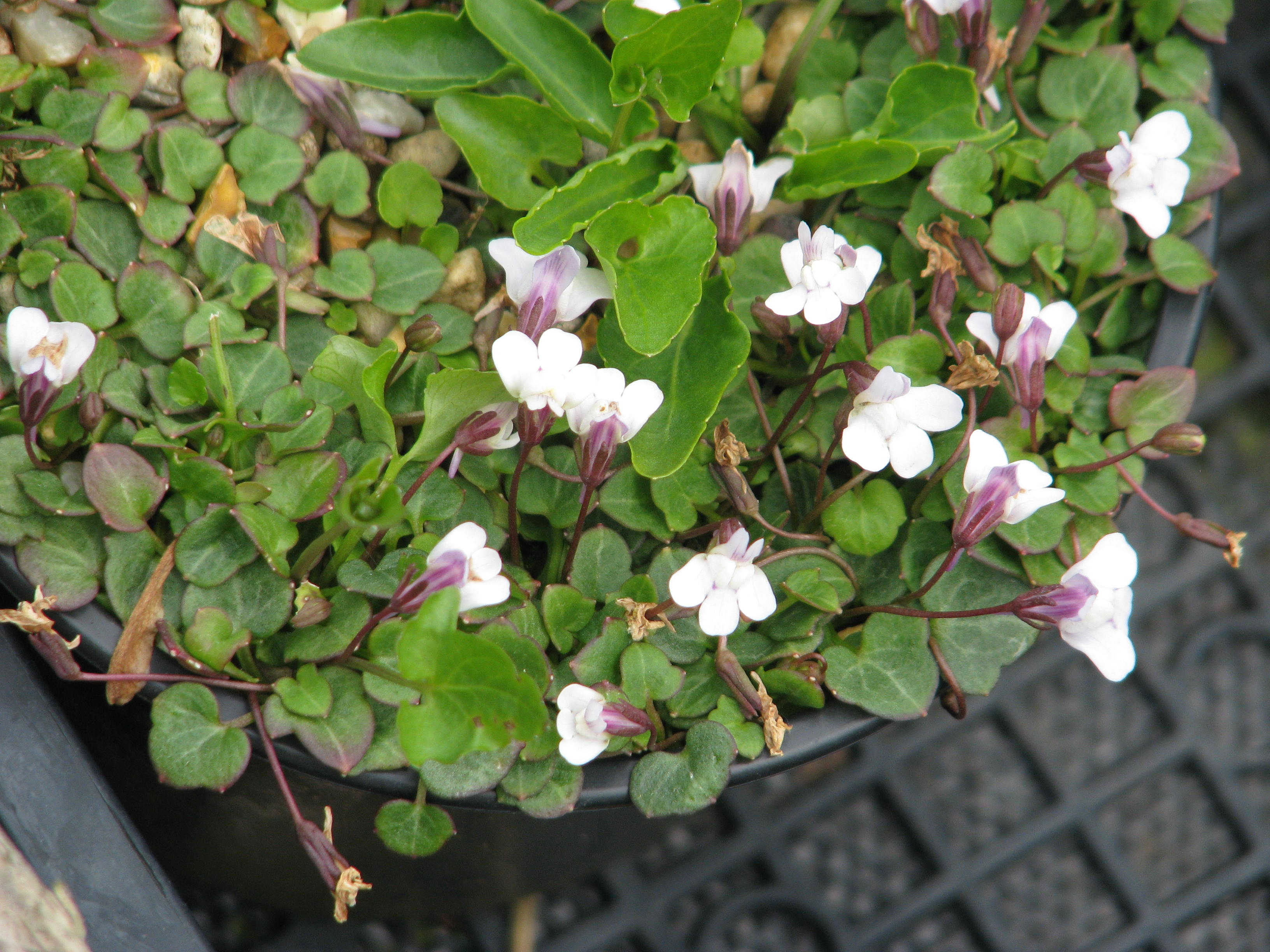
Cymbalaria hepaticifolia

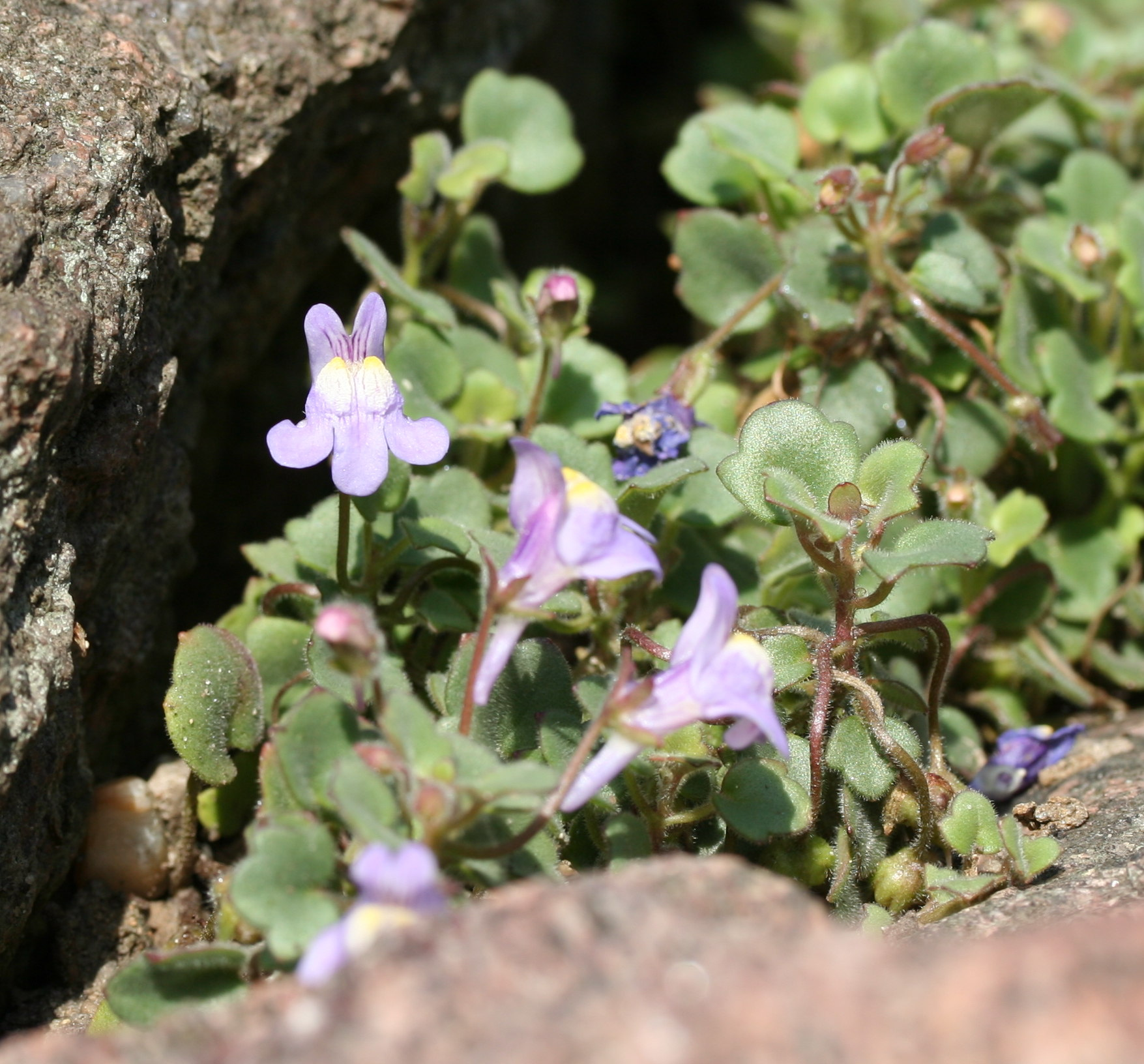
Blasses Zimbelkraut (Cymbalaria pallida)

Es gibt etwa zehn Arten, die vor allem im südeuropäischen und vorderasiatischen Raum vorkommen:
- Cymbalaria acutiloba (Boiss. & Heldr.) Speta: Sie kommt in Griechenland, in Kreta und in der Ägäis vor.[1]
- Cymbalaria aequitriloba (Viv.) A. Chev.: Die Heimat ist Spanien, die Balearen, Italien, Sardinien und Korsika.[1]
- Cymbalaria ebelii (Cufod.) Speta: Sie kommt in Albanien und im früheren Jugoslawien vor.[1]
- Cymbalaria glutinosa Bigazzi & Raffaelli: Die Heimat ist Italien.
- Cymbalaria hepaticifolia (Poiret) Wettst.: Sie ist ein Endemit von Korsika.[1]
- Cymbalaria longipes (Boiss. & Heldr.) A. Chev.: Sie kommt in Griechenland, in der Ägäis, in Kreta, Zypern und in der Türkei vor.[1]
- Cymbalaria microcalyx (Boiss.) Wettst.: Sie kommt in Kroatien, Albanien, Griechenland, in der Ägäis, auf Kreta und in der Türkei vor.[1]
- Cymbalaria minor (Cufod.) Speta: Sie kommt in Griechenland vor.[1]
- Cymbalaria muelleri (Moris) A. Chev.: Sie ist ein Endemit von Korsika, Sardinien und Sizilien.[1]
- (Mauer-)Zimbelkraut (Cymbalaria muralis G.Gaertn., B. Mey. & Scherb.): Die Heimat ist Italien, Kroatien, Slowenien, Bosnien und Herzegowina, Montenegro sowie die Schweiz, doch ist die Art auch in zahlreichen anderen Ländern der Erde eingebürgert.[2]
- Blasses Zimbelkraut (Cymbalaria pallida (Ten.) Wettst.): Die Heimat ist Kroatien und Italien.[1]
- Behaartes Zimbelkraut (Cymbalaria pilosa (Jacq.) L. H. Bailey): Die Heimat ist Italien und Sardinien.[1]

## Nutzung
Eigentlich eine Wildpflanze, werden Cymbalaria-Arten teilweise im Garten eingesetzt. Im frühen 20. Jahrhundert wurde Cymbalaria muralis sogar in Sorten gehandelt: „Compacta Alba“ (mit weißen Blüten, kürzere Triebe), „Globosa“ (deutlich kürzere Triebe, verträglicher für Pflanzungen).